# Tony Stewart (pilota automobilistico)
Tony Stewart, all'anagrafe Anthony Wayne Stewart (Rushville, 20 maggio 1971) è un pilota automobilistico statunitense, vincitore del titolo Indy Racing League (1997) e tre volte del titolo della NASCAR Sprint Cup Series (2002, 2005 e 2011).
Tra i pochi piloti che sia stato capace di conquistare i massimi titoli statunitensi sia a "ruote scoperte" (IRL), che a "ruote coperte" (NASCAR).

## Biografia
Nel 1996 esordisce nella Indy Racing League (miglior esordiente dell'anno) e la stagione successiva già conquista il titolo assoluto. Passa al campionato NASCAR nel 1999 e ottiene il premio di miglior esordiente. Vince tre titoli NASCAR nel 2002, nel 2005 e nel 2011; in tutto in questa formula è salito per 44 volte sul gradino più alto del podio.
Nel 1999 è protagonista di una curiosa impresa: nello stesso giorno partecipa alla 500 Miglia di Indianapolis e, dopo aver viaggiato su un jet privato, prende parte alle gare Nascar che si disputano a Concord, piazzandosi prima 4º e poi 9º. La stessa situazione si ripete nel 2001 (6º e 3º).
Il 9 agosto 2014, durante una gara sprint sul circuito Canandaigua Motorsport Park a Canandaigua, capoluogo della contea di Ontario nello stato di New York, ha un incidente che causa la morte del pilota Kevin Ward Jr. In seguito ad un contatto tra l'auto di Stewart e Ward, quest'ultimo rimane fermo sulla pista e uscendo dall'abitacolo entra in pista inveendo contro Stewart che, non vedendolo, lo travolge causandone la morte. Le indagini, avviate immediatamente, non hanno ravvisato dolo da parte di Stewart.

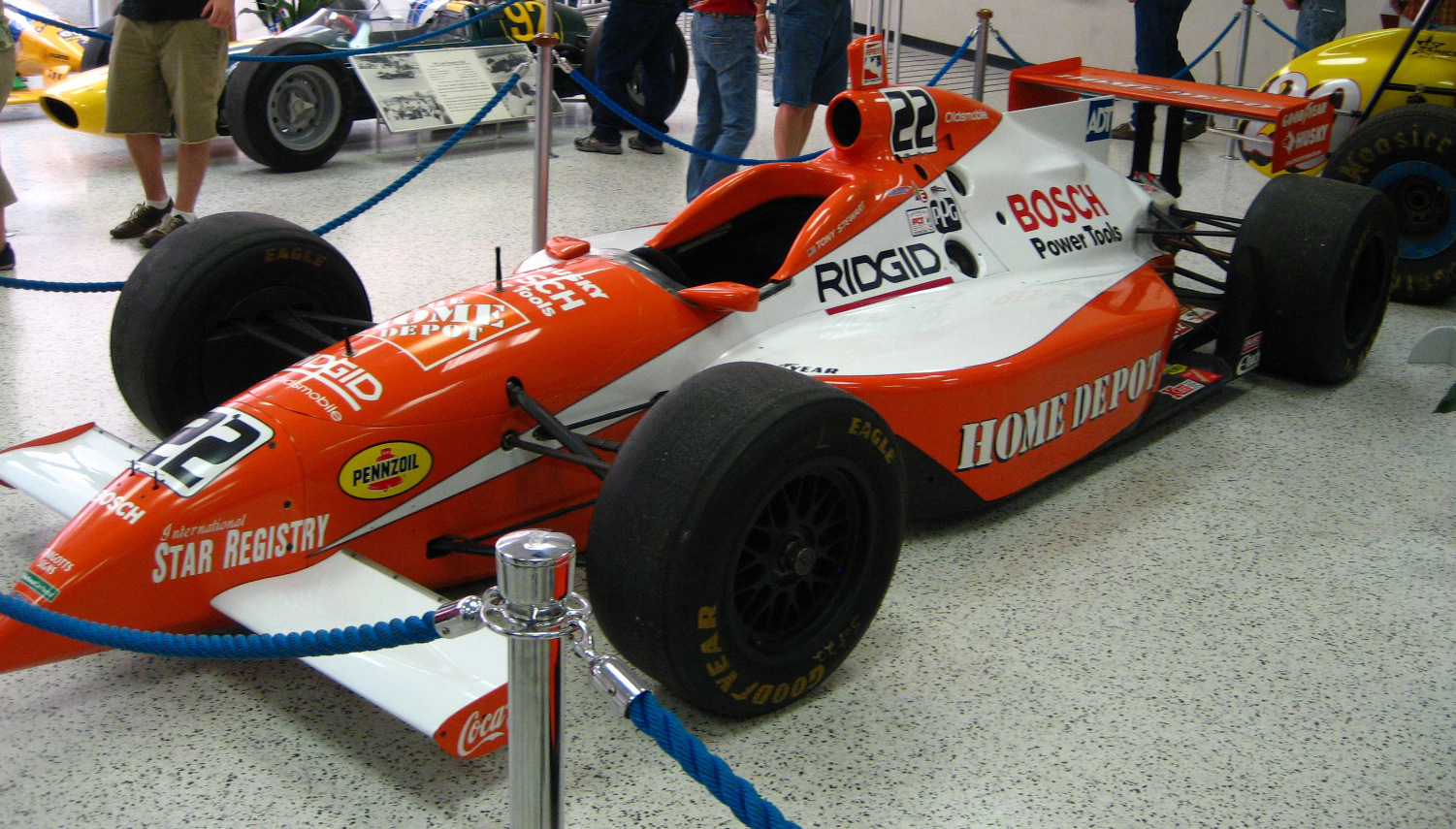
L'auto di Tony Stewart ai tempi dell'IndyCar

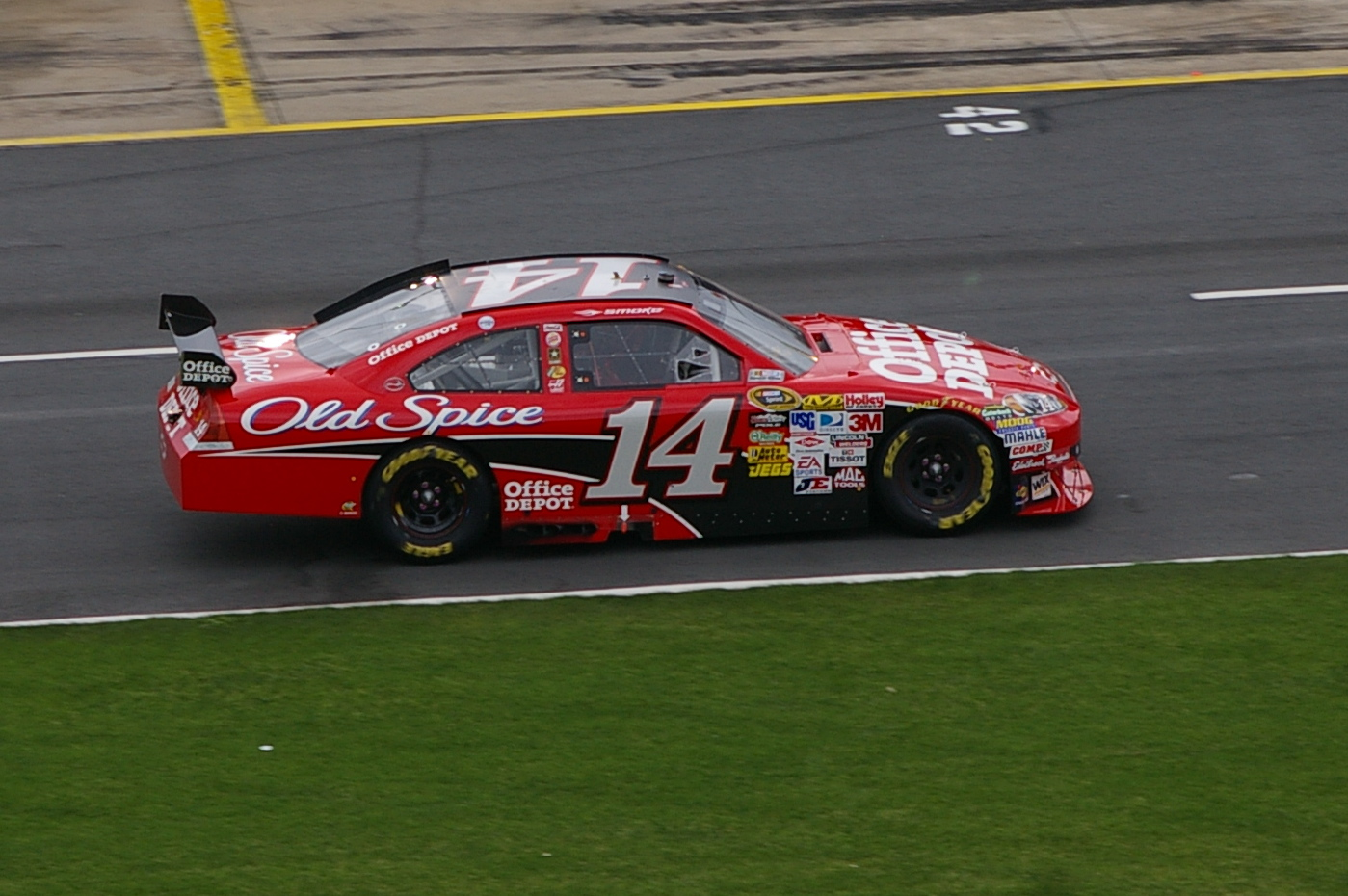
Stewart durante la Coca Cola 600

## Palmarès
NASCAR Sprint Cup Series
- 3 volte  nella NASCAR Sprint Cup Series (2002, 2005, 2011)

Indy Racing League
- 1 volta  nella Indy Racing League (1997)

Chili Bowl Nationals
- 2 volte  (2002, 2007)